# Ford Consul Capri

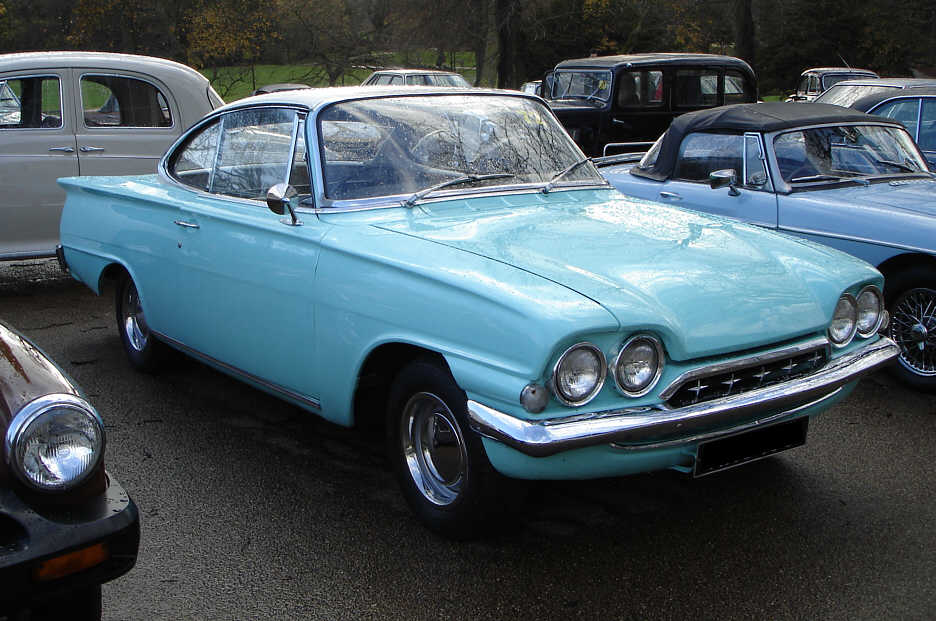
Ford Consul Capri.

De Ford Consul Capri was een sportieve variant van de Ford Consul, een model van de in Groot-Brittannië gebouwde Ford.
Ford gebruikte de naam Capri voor de eerste keer op een eigen model in de sportieve variant van de Ford Consul. De auto had maar weinig succes en werd slechts twee jaar gebouwd. In 1961 werd de Consul Capri geïntroduceerd met een 1,3 liter motor die moeite had de zware auto voort te stuwen. In 1962 werd de sterkere 1,5 liter geïntroduceerd, maar het mocht niet baten.